# Isabelle Boinot
Isabelle Boinot, née en 1976, est une illustratrice française.

## Biographie
Après des études aux Beaux-Arts d'Angoulême, Isabelle Boinot se consacre principalement au graphisme et à l'illustration. Elle est l'une des fondatrices du collectif Frédéric Magazine. Des galeries en France et à l'étranger exposent régulièrement son travail. Elle participe à  l'anniversaire 2010 du Petit Larousse en illustrant des mots de la langue française. 
Elle travaille pour la bande dessinée et illustre  en 2008 un essai de Didier Ottaviani, L'Humanisme de Michel Foucault, et dessine régulièrement pour les Inrockuptibles.

## Publications
- Cahiers de dessins contemporains, t.1 et t.02, Éd. Art factory, 2007  (ISBN 978-2951523722)
- Nicoptine, Éd. Rigolotes en Marge,  2007  (ISBN 2914697295)
- L'humanisme de Michel Foucault, avec Didier Ottaviani, Éd. Ollendorff et Desseins, 2008  (ISBN 9782918002017)
- Prego, Éd. Rigolotes en Marge, 2010  (ISBN 2914697422)
- Sumimasen, Éd. Rigolotes en Marge, 2010  (ISBN 2914697414)
- L'ABC des Stars, Éd. Alain Beaulet, 2011  (ISBN 2905231998)
- Mes recettes de fête, Mes recettes à emporter et Mes recettes pour le goûter, Imho Éditions, 2012  (ISBN 2915517762)
- Kinoko nado nado, Éditions Marguerite Waknine, 2013  (ISBN 9782916694535)
- Otoshiyori : trésors japonais, L'Association, 2022  (ISBN 978-2844148872)